# Thomas Chestre
Thomas Chestre est un poète anglais de la fin du XIVe siècle et du début du XVe.
Il n'est connu que par la mention de son nom qui figure dans la dernière strophe du roman courtois Sir Launfal :
Thomas Chestre made thys tale

Of the noble knyght Syr Launfale,

Good of chyvalrye.
D'autres œuvres de cette période lui ont été attribuées, mais sans certitude : Libeaus Desconus et Octavian.